# جيري بالمر
جيري بالمر (بالإنجليزية: Gerry Palmer)‏ هو لاعب كرة القدم الكندية أمريكي، ولد في 1931 في توليدو في الولايات المتحدة، وتوفي في 6 مايو 1984 في سيلفانيا في الولايات المتحدة.

## وصلات خارجية
- جيري بالمر على موقع JustSportsStats.com (الإنجليزية)